# Metro (film)
Metro, anglicky Creep, slovensky Hrôza v metre , je německo-britský hororový film roku 2004 natočený režisérem Christopherem Smithem. Jedná se o hororový film natočený v podzemním prostředí.

## Děj
Hlavní hrdinkou příběhu je Kate (Franka Potente), která se po firemním večírku snaží dostat na schůzku s Georgyem Cloonyem. Protože nemůže sehnat taxi, rozhodne se jet metrem. Když ovšem mírně opilá čeká na vlak, spadne jí hlava a jakmile se probudí, zjistí, že je v metru sama. Ať se podívá kamkoliv, nikde ani živáčka. Rozhodne se odejít, ale metro je však zamčené. Náhle přijíždí vlak a Kate nastoupí. Ve vlaku je jedinou cestující. Poté, co vlak však zastaví, objeví v něm kolegu z práce, který se jí pokusí znásilnit. Než se mu to ale podaří, něco neznámého ho vytáhne ze soupravy ven a zabije. Kate po kolejích utíká zpátky do stanice. Snaží se zavolat na policii, ale mobil nemá zde signál a telefony jsou odpojeny. Poprosí o pomoc bezdomovce přebývající zde. Ti ovšem při pokusu pomoct jí zahynou. Když zavolá hlídače, tak i ten je zavražděn. V metru je tedy úplně sama a jediné, co jí zbývá je se za každou cenu dostat ven. Utíká po kolejích, odkud se dostane do kanalizace. Zde objeví tajný vchod do podzemních laboratoří. Zjišťuje, že zde žije onen vrah, vyšinutý blázen, který se snaží stát doktorem stejně jako jeho otec a proto vraždí všechny lidi, kteří se zde objevují. A potom si na nich zkouší své bizarní pokusy s lékařskými nástroji. Kate zde osvobodí jednoho dělníka a utíká s ním zpátky do stanice. Vrah je jim však v patách a zabije jejího komplice. Kate však stihne vraha hodit pod vlak, který právě přijíždí do stanice. Zjišťuje že, když vlak jede do stanice, tak tím pádem je metro už otevřené a jsou zde lidi. Na stanici je tak zubožená, že si lidi myslí, že je žebračka a dávají jí peníze.

## Obsazení
- Franka Potente .......... Kate
- Kelly Scott ............. Mandy
- Vas Blackwood ........... George
- Jeremy Sheffield ........ Guy
- Ken Campbell ............ Arthur
- Joe Anderson ............ Male Model
- Kathryn Gilfeather ...... Dívka
- Grant Ibbs .............. Muž